# Tanisha Kashyap
Tanisha Kashyap (Hindi: तनिषा कश्यप; * 25. April 2002) ist eine indische Tennisspielerin.

## Karriere
Kashyap begann mit fünf Jahren das Tennisspielen und bevorzugt Hartplätze. Sie spielt bislang überwiegend Turniere auf der ITF Women’s World Tennis Tour, wo sie einen Titel im Einzel gewonnen hat.
2016 gewann sie den nationalen Titel der U14 in Indien und war die erste Indierin, die ihr Land in Wimbledon vertrat.
2018 wurde sie nationale Meisterin der U16 in Indien und vertrat ihr Land beim Junior Billie-Jean-King-Cup.
2024 gewann sie im Oktober ihren ersten ITF-Titel im Einzel.

### College Tennis
2020 bis 2021 spielte sie für das Damentennisteam der Ohio State Buckeyes der Ohio State University. Ab 2021 spielte sie für das Damentennisteam der Louisiana Ragin' Cajuns der University of Louisiana at Lafayette.

## Turniersiege

### Einzel
| Nr. | Datum            | Turnier   | Kategorie | Belag     | Finalgegnerin           | Ergebnis       |
| --- | ---------------- | --------- | --------- | --------- | ----------------------- | -------------- |
| 1.  | 20. Oktober 2024 | Bengaluru | ITF W15   | Hartplatz | Akanksha Dileep Nitture | 6:75, 6:1, 6:1 |

## Persönliches
Tanisha ist die Tochter von Suresh Kalita und Ruby Talukdar Kalita und hat einen jüngeren Bruder Yuvraj.